# 봉고레 패밀리
봉고레 패밀리(Vongola Fagmilia)는 《가정교사 히트맨 REBORN!》에 나오는 조직의 이름이다. 작중 전개를 독자적으로 이끌어나가는 대표적인 패밀리이며 또한 전 세계의 마피아 조직 중에서도 가장 강력한 힘과 권력을 지닌 제 1순위의 막강한 패밀리이다. 초대 보스인 '지오토(Giotto)'에서부터 현재 10대 보스인 '사와다 츠나요시'(沢田綱吉)까지 대(代)가 이어졌다.

## 기원
본래 봉고레 패밀리는 초대 보스인 '지오토'가 자신의 마을을 지키고자 만든 일종의 자경단(自警團)이었으며 타인을 지킨다는 순수한 마음에서 비롯된 조직이었다. 하지만 세콘도(2대 보스) 때부터 봉고레는 부와 권력을 넓히기 위한 전쟁의 나날을 보내기 시작했으며, 그 후 봉고레의 순수한 의지는 어느새 잊혀져가기 시작했다. 하지만 츠나는 그 누구보다 지오토가 처음에 봉고레를 세울 때 새겼던 정신을 순수하게 간직하고 있기에 더더욱 봉고레 10대 보스를 이어 봉고레를 원래의 바른 형태로 이끌 대공(大空)이 되어야 한다고 9대는 말했다.

## 역대 보스
- 봉고레 1대(프리모 / Primo): 지오토(Giotto)
- 봉고레 2대(세콘도 / Secondo): 히카르도(Ricardo)
- 봉고레 3대(테르죠 / Terzo): 이름 불명
- 봉고레 4대(콰르토 / Quarto): 이름 불명
- 봉고레 5대(퀸토 / Quinto): 이름 불명
- 봉고레 6대(세스토 / Sesto): 시모라(Simora)
- 봉고레 7대(세티모 / Settimo): 파비오(Fabio)
- 봉고레 8대(옥타보 / Ottavo): 다니엘라(Daniera)
- 봉고레 9대(노노 / Nono): 티모테오(Timoteo)
- 봉고레 10대(데치모 / Decimo): 사와다 츠나요시(沢田綱吉)
- 봉고레 11대(과니 / Gwani): 과니 스마메셍(過仁 澄磨千)

## 역대 수호자
현재 작중에 등장한 수호자는 초대 패밀리의 수호자와 9대 패밀리의 수호자, 그리고 현재 사와다 츠나요시의 수호자들이 등장했다.
- 태양의 수호자(淸)

사명 : 패밀리에게 닥치는 역경을 자신의 몸으로 부수어 패밀리를 밝게 비추는 태양
- - 초대 : 너클(Nuckle)
  - 9대 : 니 브라우. Jr(Knee Brow. Jr)
  - 10대 : 사사가와 료헤이(笹川了平)

- 번개의 수호자(雷)

사명 : 패밀리를 향해 내리치는 낙뢰와도 같은 일격을 자신의 몸을 받아 흘려보내는 피뢰침
- - 초대 : 람포(Lampo)
  - 9대 : 가낫슈. Ⅲ(Ganache. Third)
  - 10대 : 람보(Lambo)

- 폭풍의 수호자(嵐)

사명 : 언제나 공격의 핵이 되어 질풍노도의 공격을 퍼붓는 맹렬한 폭풍
- - 초대 : G
  - 9대 : 코요테 누가(Koyote Nougat)
  - 10대 : 고쿠데라 하야토(獄寺隼人)

- 비의 수호자(雨)

사명 : 싸움을 청산하고 맑은 빗방울로 전장의 피를 씻어내리는 레퀴엠의 비
- - 초대 : 아사리 우게츠(朝利雨月)
  - 9대 : 브라반더 슈니텐(Branvander Schnitten)
  - 10대 : 야마모토 타케시(山本式)

- 안개의 수호자(霧)

사명 : 유(有)를 무(無)로, 무(無)를 유(有)로 바꾸어 패밀리의 실체를 가리고 적을 혼란시키는 거짓의 환영
- - 초대 : 데이몬. 스페이드(D. Spade)
  - 2대 : 데이몬. 스페이드(D. Spade)(초대가 모종의 사건이후 일본으로 간뒤, 그를 따라가지 않고 그대로 남아 2대째의 안개의 수호자가 되었다)
  - 9대 : 클로칸 브슈(Croquant Bouche)
  - 10대 : 로쿠도 무쿠로(六道骸) / 크롬 도쿠로(クローム・髑髏)

- 구름의 수호자(雲)

사명 : 패밀리와 영합하지 않고 오로지 자신의 갈길을 가며 패밀리를 엄호하는 부운(浮雲)
- - 초대 : 아라우디(Alaudi)
  - 9대 : 비스콘티(Biscontti)
  - 10대 : 히바리 쿄야(雲雀恭弥)

## 봉고레의 물건과 무기

### 봉고레 링(Vongola Ring)
봉고레를 잇는 자의 유일무이한 증표이다. 보스 후계자에게 계승할 때가 되면 다른 패밀리보다 엄격한 계승을 위해 보스와 문외고문 둘이서 링을 나눠갖는 형식으로 보존을 하는 ‘하프 봉고레 링' 형태가 있으며 보스를 계승할 때 그 2조각을 합쳐 완전한 봉고레 링을 계승하는 전통이 있다. 하지만 그 ‘하프 봉고레 링'의 형태를 유지하기 위해선 링에서 발산되는 필살염의 최대 출량을 억눌러야 할 필요가 있었으며, 현재의 봉고레 링은 진정한 모습이 아니다. 하지만 미래편에서 뱌쿠란과의 마지막 결전에서 프리모가 츠나와 친구들의 모든 봉고레 링의 봉인을 풀어 진정한 모습으로 돌아오게 했다. 그 후 계승식 편에서 타르보에 의해 봉고레기어로 새롭게 태어난다.

### 보스들의 무기
역대 보스들은 각자 자신에게 딱 맞는 스타일의 무기를 지니고 있었으며, 유일하게 봉고레 2세(세콘도)만이 맨손 격투를 했다고 한다.
- 봉고레 1세(프리모 / Primo) : 지오토(Giotto)/사와다 이에야스 - 글러브
- 봉고레 2세(세콘도 / Secondo) : 리카르도 - 맨 손(분노의 불꽃)
- 봉고레 3세(테르죠 / Terzo) : 이름 불명 - 나이프
- 봉고레 4세(콰르토 / Quarto) : 이름 불명 - 포크
- 봉고레 5세(퀸토 / Quinto) : 이름 불명 - 쥴(Jul)
- 봉고레 6세(세스토 / Sesto) : 시모라(Simora) - 부메랑
- 봉고레 7세(세티모 / Settimo) : 파비오(Fabio) - 권총
- 봉고레 8세(옷타보 / Ottavo) : 다니에라(Daniera) - 보우 건(석궁)
- 봉고레 9세(노노 / Nono) : 티모테오(Timoteo) - 지팡이
- 봉고레 10세(데치모 / Decimo) : 사와다 츠나요시(沢田綱吉) - 글러브

### 봉고레 박스(Vongola Box)
미래편에서 등장한 봉고레만이 지니고 있는 유일무이한 독자적 박스 병기이다. 박스 애니멀이 직접 무기로 변한다는 독특한 방식을 취하고 있으며, 그 무기들은 초대 수호자들이 썼던 무기와 이념을 그대로 지니고 있는 것이 특징이다. 이렇게 변화한 모든 무기들에는 전부 어딘가에 초대 수호자를 뜻하는 ‘Ⅰ'자 마크가 새겨져 있다.
대공의 수호자 - 사와다 츠나요시(沢田綱吉)
레오네. 디. 치에리 <Ver. Vongola>(Lione Di Cieli / 하늘의 사자 <버전. 봉고레>)
초이스에서 새롭게 등장한 츠나의 박스 병기이며, 아기 사자의 모습을 하고 있다. 츠나는 너츠라는 이름을 지어주었다. 츠나와 성격이 판박이로, 전투 시에는 하이퍼 츠나처럼 든든하고 용맹하지만 전투 외에는 '다메츠나'처럼 겁쟁이에 소심하고 우유부단해서 늘 츠나의 뒤에 숨는다. 전체적인 박스의 수준은 매우 높으며 아직 성장 중이라서 그것을 자유자재로 못 다루는 듯하다. 하늘의 필살염으로 된 갈기와 새하얀 은으로 만든 선 캡이 포인트로, XANXUS의 베스타와 마찬가지로 포효로 목표물을 주변의 환경과 ‘조화'시키는 힘이 있어, 만일 주위에 돌이 많은 전투 지역일 경우엔 목표 물체를 석화시킬 수도 있다.

캄비오 포르마. 모도 디페자(Cambio Forma. Modo Difezia / 형태 변화. 방어 모드) - 망텔로. 디. 봉고레 프리모
츠나의 왼쪽 글러브에 장착되어 변화, 이름 그대로 봉고레 프리모가 착용하던 망토 그대로의 모습으로 변신한다. (망텔로 - Mantello : 망토) 검은색 망토의 밑단에는 순도 높은 하늘의 필살염이 깃들어 있으며, 망토 자체에 커버되어 있는 하늘의 필살염의 ‘조화'로 공격한 물체를 주변의 물질과 동화시켜 공격을 무효화하고 소멸시키는 최강의 방패다.
캄비오 포르마. 모도 아타코(Cambio Forma. Modo Attaco / 형태 변화. 공격 모드) - 미테나. 디. 봉고레 프리모
츠나의 오른쪽 글러브에 장착되어 변화, 보통의 X 글러브 <Ver. V>에서 사자 갈기처럼 웅장한 스파이크가 추가 장착되면서 더욱 더 강력한 힘의 주먹을 가진 글러브로 다시 업그레이드 된다. (미테나 - Mittena : 주먹) 이 주먹은 X BURNER와 동등한 위력을 지닌 주먹이며, 과거 봉고레 프리모도 전신의 힘을 전부 끌어내 주먹에 집중했을 때 글러브의 형상이 변형되었다고 한다. 이 모드에서 츠나의 최고 기술인 빅뱅.엑셀과 버닝.엑셀을 사용할 수 있다.
비의 수호자 - 야마모토 타케시(山本武)
카네. 디. 피오자 <Ver.Vongola>(Cane Di Pioggia / 비의 개 <버전. 봉고레>)
일본의 토종견인 아키타견의 형태를 한 야마모토의 새로운 박스 병기이다. 등 뒤에 비의 필살염 단도를 3개 소유하고 있다. 이름은 지로로, 직접적인 전투 능력은 떨어지나 단도 3개를 이용한 야마모토와의 콤비 플레이가 뛰어나다. 야마모토에게 단도를 던져 전달하거나 검을 입으로 물어 직접 발도도 하는 듯하다.
론디네. 디. 피오자 <Ver. Vongola>(Rondine Di Fioggia / 비의 제비 <버전. 봉고레>)
비의 필살염이 전신에 깃든 제비 모양 박스 병기로, 이름은 코지로(작은 지로)이다. 초이스 이전부터 써왔으나 후에 봉고레 박스로 버전업 되었다. 비의 필살염을 뿌려 상대의 움직임을 둔화시키거나 물의 방패를 만들고, 야마모토와의 콤비 플레이로 시구레 창연류 제 10형, 11형에서 사용할 수 있다. 또한 형태 변화를 통해 시구레 킨토키와 합체해 변칙 4도로 형태 변화한다.

캄비오. 포르마(Cambio. Forma) 형태 변화 - 아사리 우게츠(朝利雨月)의 변칙 4도
지로가 차고 있던 3자루의 비의 필살염으로 이루어진 단도와 코지로가 시구레 킨토키에 합체하여 만들어진 롱 블레이드가 한 세트로 이루어진 박스 병기이다. 3자루의 단도에서 검 모양으로 뿜어져 나오는 비의 필살염의 연속 공격과 롱 블레이드의 위력적인 검격이 조화를 이루어 타케시의 공격력을 훨씬 더 업그레이드시킨다.
구름의 수호자 - 히바리 쿄야(雲雀恭弥)
포르코스피노. 누볼라 <Ver. Vongola> (Forcospino Nuvola / 구름 고슴도치 <버전. 봉고레>)
고슴도치의 모습을 한 소심한 성격의 박스 병기로, 히바리를 잘 따른다. 10년 후의 히바리가 가지고 있을 땐 ‘바리네즈미'(히바리 + 고슴도치의 일본어인 ‘하리네즈미') 라는 별칭을 쿠사카베가 멋대로 붙여 부르고 있었지만, 현재의 히바리가 가지고 있으면서 ‘롤'이라고 이름지었다. 참고로 롤은 봉고레 박스를 거치면서 등에 구침태와 비슷한 아머(탈착 가능)를 장착한 새로운 모습으로 변형되었다.

캄비오. 포르마(Cambio. Forma) 형태 변화 - 아라우디(종달새)의 수갑
롤이 보랏빛 광채를 내면서 히바리의 검지 손가락에 안착, 봉고레 패밀리의 문장이 새겨진 검고 광택이 나는 수갑으로 변한다. 상대의 손을 채우는 쪽에는 다수의 굵은 가시가 튀어나오며 가시에는 보라색 필살염이 미세하게 깃들어 있다. 수갑 자체의 공격력은 미약하지만 수갑을 한 번 채운 후 히바리가 구름 필살염의 힘을 주입하면 순식간에 수갑이 무서운 속도로 증식해 전신을 덮는 구속복처럼 변하여 상대를 꼼짝 못하게 결박한다. 이 상태에서 히바리가 원하기만 하면 단번에 전신을 덮은 수갑이 축소되어 상대의 몸을 짓이겨 버릴 수도 있다.
안개의 수호자-로쿠도 무쿠로(六道骸) / 크롬 도쿠로(クローム・髑髏)
구포. 디. 네비아 <Ver. Vongola> (Gupo Di Nebbia / 안개 부엉이 <버전. 봉고레>)
비 부엉이에게 무쿠로가 빙의하면서 안개 속성으로 변화한 특수한 박스 병기이다. 늘 크롬의 옆을 지키며 박스 오픈 상태를 유지하고 있다. 코드네임으로 붙여진 이름으로 '무쿠로우'(무쿠로 + 부엉이의 일본어인 '후쿠로우')라고 이름지었다.

캄비오. 포르마(Cambio. Forma) 형태 변화 - D.(Demon / 데이몬) 스페이드의 마(魔) 렌즈
무쿠로우가 변화하여 작고 하얀 날개가 달린 남색의 3중 외알 렌즈로 변한다. 렌즈는 공중에 뜬 채로 저절로 눈에 장착되며, 이 렌즈는 모든 환각을 꿰뚫고 상대의 기운과 위치를 감지하여 상대의 정체나 약점을 세세하게 꿰뚫어본다. 과거 D. 스페이드가 이 렌즈를 이용해 노려본 자는 저주를 받아, 다음 날 그 시체가 바다에 떠올랐다고 한다.
폭풍의 수호자-고쿠데라 하야토(獄寺隼人)
가토. 템페스타 <Ver. Vongola>(Gato Tempesta / 폭풍의 고양이 <버전. 봉고레>)
시스테마 C.A.I에 들어있던 박스 병기이다. 하야토의 말을 잘 듣지 않지만 위급한 상황에서는 최상의 콤비네이션을 펼친다. 고쿠데라는 ‘우리'라고 이름지었다. 언제나 티격태격하며 고쿠데라보다 G를 더 잘 따르지만 어느샌가 정이 들어버린 것 같다.
판테라. 템페스타(Pantera Tempesta / 폭풍의 표범)
료헤이의 박스 병기인 태양의 캥거루의 힘으로 활성해 성장한 우리의 모습으로, 고양이가 아닌 표범의 모습을 보인다. 전광의 감마의 박스 병기 ‘네레.볼페' 2마리와 동급의 실력을 가졌다.

캄비오. 포르마(Cambio. Forma) 형태 변화 - G의 Archery(활과 화살)
우리가 하야토의 오른쪽 팔목에 있는 해골 바주카 위에 앉은 채 형태 변화, 바주카와 일체화하여 단단한 아머가 장착된 뼈로 만든 활로 변화한다. 화살과 활시위에는 폭풍 필살염이 깃들어 있으며, 이 병기로 쏘는 폭풍 필살염이 깃든 화살은 모든 걸 뚫고 질주하는 질풍처럼 강력한 위력을 지녔다. 또한 고쿠데라가 조준하는 것보다 적이 더 빠를 경우, 우리의 의지에 따라서 아머 측면에서의 필살염 분사로 급격한 강제 이동에 의해 고속 조준이 가능하다.
번개의 수호자-람보(Lambo)
부팔로. 풀미네 <Ver. Vongola> (Vufalo Fulmine / 번개의 소 <버전. 봉고레>)
전신에 번개 필살염을 포함한 검은 소의 모습을 한 박스 병기이다. 람보는 규동(쇠고기덮밥)이라고 불러버렸다. (엄연히 말해 이름을 지은 건 아니라 이름이 없음)

'캄비오. 포르마(Cambio. Forma / 형태 변화 - 람포의 실드
규동이 형태 변화로 변신하여 람보의 몸에 장착, 머리와 몸을 뒤덮는 갑옷 형상으로 변하는 박스 병기이다. 어지간한 공격력 갖고는 흠집도 안 생길 정도로 강력한 방어력을 갖고 있으며, 또한 이걸 장착한 상태에서 람보의 감정 폭발에 따라 잠재되어 있던 필살염이 엄청난 기세로 분출되면서 갑옷과 헬멧 전체에서 전방위로 강력한 번개의 필살염이 터져나와 주위의 모든 것을 죄다 쓸어버리는 위력적인 공격력 또한 갖추고 있다.
맑음(태양)의 수호자-사사가와 료헤이(笹川了平)
캉그로. 델. 셀레노 <Ver. Vongola> (Kanglo Dell Sereno / 태양의 캥거루 <버전. 봉고레>)
귀와 꼬리에 태양의 필살염을 머금고 있는 박스 병기이다. 료헤이는 '캉가류(强我流)'라고 이름짓고 '가류'라고 부른다.
1. . 태양 글러브 - 특수한 식물로 짠 복싱 글러브로, 태양 필살염으로 활성 속도를 고속으로 높여 글러브를 재생시킨다.
2. . 태양 슈트 - 태양의 필살염을 엔진으로 삼은 슈트를 발에 착용해, 하늘을 날 수 있다.

캄비오. 포르마(Cambio. Forma) 형태 변화 - 너클(Nuckle)의 맥시멈 브레이크
형태 변화를 외치면 가류의 양 어깨에 달린 바주카에서 태양 필살염의 광탄이 발사되어 료헤이에게 착탄하고, 그 후 가류와 료헤이가 합체한다. 복싱 헬멧과 복싱 글러브 형태로 변하며, 이 모드에서는 아까 맞은 광탄으로 인해 료헤이의 근육 신경과 운동 신경이 활성되어 모든 신체 능력이 극한까지 증강된다. 하지만 너무 강력한 육체 활성으로 인해 료헤이도 3분밖에 이 모드를 유지하지 못하며 그 후엔 무리한 강화의 반동으로 오히려 몸이 데미지를 입는다.

### 죄(罪)
봉고레 패밀리에서 보스 계승식을 할 때 후계자에게 넘겨주는 작은 크리스털 병으로, 고풍스럽게 장식이 되어 있으며 그 안에는 피가 들어있다. 이 죄(罪)는 프리모가 절대로 잊어서는 안 될 싸움의 기억을 후세에 대대로 남겨주기 위해 봉고레 링과 함께 자신의 후계자에게 계승하도록 정해놓은 봉고레 보스의 증표라고 한다. 전설에 의하면 병 안에 든 피는 절대로 잊어서는 안 될 싸움에서 흘렸던 시몬 패밀리 보스인 시몬 코자토의 피라고 하며, 이 사실은 보스와 최측근인 수호자를 제외하면 아무도 모르는 일급 기밀이다(하지만 시몬의 피라는 것은 후에 알게 됨). 계승식 때 식장을 습격한 시몬 패밀리는 그 병 안에 담긴 피가 시몬 패밀리의 초대 보스인 시몬 코자토의 피이며 그 피를 자신들의 링인 시몬 링에 부어 엄청난 힘으로 시몬 링 각성을 성공했다. 왜 시몬의 피가 죄(罪)인지는 불명이다.

### 벌(罰)
봉고레의 금속 세공사인 타르보가 봉고레 링을 업그레이드 시키기 위해 꺼낸 비장의 도구로, 죄(罪)와 똑같이 병에 담겨 있으며 그 병 안에는 봉고레 프리모의 피가 담겨 있다. 봉고레 프리모의 피를 타르보가 어떻게 가지고 있는지, 또 왜 프리모가 자신의 피를 남겼는지는 불명이다.

### 봉고레 기어(Vongola Gear)
시몬 패밀리의 10대 보스인 코자토 엔마의 공격으로 인해 산산히 부서진 봉고레 링을 타르보가 박스 병기 링들과 융합시켜 새로운 형태로 버전 업 시킨 10대 패밀리만을 위한 전용 무기이다. 봉고레 패밀리의 신체에 알맞게 형태가 변했다. 종래의 형태인 링에서 아예 새로운 형태로 진화를 했다
사와다 츠나요시
봉고레 기어 - 하늘의 링 <Ver. X>(버전. 엑스)
소형 크기의 너츠 조각이 위에 새겨진 쌍반지로 봉고레 패밀리라 쓰여진 십자가가 ‘ X '자로 박힌 크리스탈과 하늘의 불꽃 모양의 형상을 하고 있다. 봉고레 1세의 건틀릿을 연상케하는 모양으로 장식된 중지의 본체 링과 은 사슬로 이어져 있는 권총 2개가 ‘ X '자 모양으로 되어있고 봉고레 프리모의 글러브에 손목 장식과 같은 크리스탈 장식의 새끼 손가락의 반지로 이루어져 있다.
봉고레 기어 - X 글러브
봉고레 기어로 인해 동시에 업그레이드된 츠나의 새로운 X 글러브이다. 종래의 형태에서 마치 진한 붉은색의 아머를 장착해 전보다 훨씬 더 비주얼이 화려하고 강력해졌으며 글러브 크리스탈이 있던 자리에는 봉고레 패밀리라는 문장이 새겨진 십자가가 장식된 새로운 글러브 크리스탈이 장식되어 있다. 또 손목 부분도 장갑으로 뒤덮였으며 손목의 아머에는 화려한 주황빛의 불길 무늬가 새겨져 있다. 이 모드로 하이퍼화를 할 시엔 츠나의 왼쪽 허벅지에 추가로 장식된 링과 고리모양의 둥근 링 3개가 불꽃을 발산하며 츠나 주위를 감싸고 있다.
新 X BURNER 렌즈, 헤드폰
10년 전의 스파나가 유니로부터 미래에서의 싸움의 기억을 받은 후 미래에서의 기억의 지식을 바탕으로 만들어 츠나에게 보낸 봉고레 기어용 업그레이드 버전의 렌즈와 헤드셋이다. 렌즈는 그대로긴 하지만 본래의 헤드폰에서 불꽃 문양이 추가되었다.
레오네. 디. 치엘리 <Ver. X>(버전. 엑스)
너츠의 봉고레 기어 버전으로, 기존의 모습에서 이마에 ‘ X '표시가 되어있는 선캡과 발에 ‘ X '표시가 되어있는 링을 착용하고 있다.

미테나. 디. 봉고레 프리모(Mittena. Di. Vongola Primo) <Ver. X>
봉고레 박스에서의 미테나. 디. 봉고레 프리모의 형태에서 양손에 장갑이 길고 보석이 박힌 형태로 변화, 하늘의 필살염을 고농도로 압축하여 강하게 만든다. 어마어마한 위력의 불꽃 사출력을 자랑하며 양손에서 유와 강의 불꽃은 전부 다 구사해 훨씬 더 강력한 힘을 자유자재로 부드럽게 구사할 수 있다. 그 힘은 완전 각성한 엔마의 중력을 빠져나갈 정도로 강하다. 그리고 이 버전에서 XX. BURNER(Double X BURNER)를 구사한다.
사사가와 료헤이
봉고레 기어 - 태양의 뱅글 <Ver. X>(버전. 엑스)
링이 아닌 팔에 차는 장식 고리의 뱅글 형태로 변환하였으며 뱅글의 모양이 복싱 챔피언 벨트 모양에 중앙에 봉고레 패밀리라 쓰인 십자가가 ‘ X '자 모양으로 박힌 크리스탈이 장식되어 있고, 크리스탈 아래쪽에는 가류의 얼굴이, 크리스탈 양쪽에는 복싱 글러브 문양이 새겨져 있다.
캉그로. 델. 셀레노 <Ver. X>(버전. 엑스)
캉가류의 봉고레 기어 버전으로, 기존의 모습에서 태양 무늬가 새겨진 투구와 어깨에 ‘ X '자 엠블럼이 새겨진 아머를 착용하고 가류도 글러브를 착용하게 되었다. 다리에 역시 아머가 장착되었다.

너클(Nuckle)의 맥시멈 브레이크 <Ver. X>
맥시멈 브레이크의 봉고레 기어 모드로, 종래의 맥시멈 브레이크보다 훨씬 더 장식이 많아졌으며 다리에는 마치 캥거루의 다리를 묘사한 듯한 강철의 아머가 장착된다. 글러브에도 역시 아머가 장착되어 공격력을 올렸다. 게다가 최대 약점이었던 초활성의 부작용으로 인한 3분의 시간 제한은 사라졌다. 봉고레 기어의 특수능력으로 공격으로 인해 데미지를 입으면 그 데미지를 흡수해 태양의 필살염을 충전시키는 힘이 있어, 데미지를 받으면 어깨 뱅글의 태양 형상을 한 장식에서 한 송이씩 불꽃이 피어오른다. 최대한으로는 총 10송이의 불꽃이 피어오르며, 그 불꽃의 힘을 이용해 순간적으로 절대적인 육체적 파워를 구사해 엄청난 일격을 먹일 수 있다.
람보
봉고레 기어 - 번개의 헬멧 <Ver. X>(버전. 엑스)
츠나, 고쿠데라, 히바리, 크롬과는 달리 번개의 봉고레 링은 파괴되진 않았으나 타르보가 번개의 링도 같이 박스 병기 링들과 융합시켜 새로운 형태로 버전 업시킨 람보의 무기이다. 종래의 봉고레 링에서 한층 업그레이드된 형태를 보인다. 검은색 바탕에 머리 부분에 규동의 머리와 뿔 형상의 장식이 붙어있고 아이실드 아래쪽에는 낙뢰의 문양이 새겨져 있는 바이킹 헬멧이다. 오오야마 라우지를 부하로 만들겠다는 각오로 각성시켰으며 5살의 람보가 쓸 땐 머리에 하도 꽉 끼어 사용 불능이었지만 10년 후 람보는 사이즈가 딱 맞는 듯하다.
부팔로. 풀미네 <Ver. X>(버전. 엑스)
규동의 봉고레 기어 버전으로, 기존의 모습에서 더욱 더 뿔 장식이 늘어났으며 양 사이드로 거대한 에메랄드빛 칼날이 장착되었다.

람포의 실드 <Ver. X>
5살 때의 람보가 쓰던 람포의 실드에서 10년 후의 람보가 쓰는 실드는 훨씬 더 웅장하고 위용 있으며 엄청난 크기의 코일 형태의 뿔이 존재한다. 전신 갑옷으로 되어 있는 실드는 번개의 불꽃 특징인 '경화'의 불꽃으로 코팅되어 있어 어떤 공격을 받아도 거뜬히 방어해내는 무적의 방어력을 자랑한다. 또 봉고레 기어의 특수능력으로 갑옷 주변에서 발산되는 번개의 필살염의 자기장으로 주변에 있는 토사에 있는 사철(沙鐵)을 조종할 수도 있게 되었다.
고쿠데라 하야토
봉고레 기어 - 폭풍의 버클 <Ver. X>(버전. 엑스)
링이 아닌 벨트의 형태로 변환되었으며, 웅크리고 있는 폭풍의 표범 모양의 조각과 반대쪽의 해골 모양의 조각이 반대 방향으로 있다. 해골 모양 아래쪽엔 폭풍의 불꽃 모양의 장식과 총구 모양의 조각, 표범 모양 위 쪽에는 초대 폭풍의 수호자인 G의 활 모양의 장식이 있으며, 그 가운데에 박힌 봉고레 패밀리라 쓰인 십자가가 ‘ X '자로 장식된 크리스탈이 특징인 벨트다.
가토 템페스타 <Ver. X> (버전. 엑스)
우리의 봉고레 기어 버전으로, 종래의 모습에서 앞발에 불꽃 무늬가 새겨진 아머, 그리고 봉고레 패밀리의 글자가 새겨진 ‘ X '자 장식이 달린 둥근 크리스탈로 장식된 디스플레이 고글, 그리고 몸통에 커다란 고리 형식의 아머가 달려 있다. 하야토를 무시하는 성격은 여전하다.

스모킹 봄(Smoking Bomb) <Ver. X>
본래 봉고레 박스였던 아처리의 형상이 아닌 다이너마이트가 세팅된 전신 갑주로 새롭게 변화했으며 양 어깨를 기준으로 수백 개의 다이너마이트가 ‘ X '자로 교차되어 걸려 있다. 벨트 역시 무수히 많은 다이너마이트가 있으며 버클 부분은 봉고레 패밀리의 글자가 새겨진 ‘ X '자 장식이 달린 둥근 크리스탈이 달려 있다. 허벅지에도 다이너마이트가 설치되어 있으며 최첨단으로 설계된 디스플레이 고글도 착용한다. 봉고레 기어를 각성시키면 한 손에 담배가 생기는데 이건 담배 모양을 한 버너다. 이 모드의 특수 기능은 바로 우리가 스스로 폭탄이 되어 폭발이 가능하단 것이다. 그 외에도 여러 만능 폭탄들이 장착되어 있다.
- 야마모토 타케시

봉고레 기어 - 비의 넥클리스 <Ver. X>(버전. 엑스)
링이 아닌 목걸이의 형태로 변환하였으며 중앙에 봉고레 패밀리라는 글자가 새겨진 십자가가 ‘ X '자 모양으로 박힌 검 모양의 목걸이로 크리스탈 주위에 작은 칼의 검날 2개가 반대로 위와 아래쪽을 보는 모양의 목걸이다. 목걸이 위쪽에는 지로의 얼굴 모양이 새겨져 있으며 긴 검 모양 주위에는 코지로의 형상을 한 장식이 붙어 있다.
론디네. 디. 피오자 <Ver. X>(버전. 엑스)
코지로의 봉고레 기어 버전으로, 그다지 달라진 점은 없다.
카네. 디. 피오자 <Ver. X>(버전. 엑스)
지로의 봉고레 기어 버전으로, 그다지 달라진 점은 없다.

검도 복(劍道 服) <Ver.X>
본래 봉고레 박스였던 변칙 4도의 모습이 아닌 검도복으로 새롭게 변화되었다. 양 팔과 양 다리에 푸른색의 보호구가 생겼으며 지로와 코지로는 각각 검 두 자루로 변화한다. 왼쪽 검으로 변화한 지로는 이 검으로 한 번이라도 벤 상대라면 후각을 이용해 환각으로 몸을 숨겼다 해도 그 위치를 찾아낼 수 있게 되었으며 코지로는 오른쪽 검으로 변화하였다. 아직 자세한 것은 불명이다.
- 로쿠도 무쿠로 / 크롬 도쿠로

봉고레 기어 - 안개의 이어링 <Ver.X>(버전. 엑스)
링이 아닌 귀고리의 형태로 변환하였으며 작은 본체에 봉고레 패밀리라는 글자가 새겨진 ‘ X '자 장식이 달린 크리스탈이 박혀있고 그 아래에 커다란 다이아몬드 모양의 4개의 장식이 달려 있다.
구포. 디. 네비아 <Ver. X> (버전. X)
무쿠로우의 봉고레 기어 버전으로, 그다지 달라진 점은 없다.

안개의 석장(錫杖) <Ver. X>
봉고레 기어를 해방함과 무쿠로우를 캄비오 포르마 하면 무쿠로우와 들고 있는 삼지창이 융합되면서 고대 중들이 사용했던 전투 지팡이인 석장(錫杖)같은 무기로 변화한다. 위쪽에는 눈알 모양의 크리스탈을 중심으로 양파 비스무리하게 생긴 장식이 달려 있으며, 그 아래에 링을 중심으로 날카로운 다이아몬드 모양의 고리 장식들이 6개 달려 있다. 봉의 끝에도 날카로운 장식이 달려있으며 본래 무쿠로가 지니고 있던 환술 능력을 더욱더 강력하게 증강시켰으며 아주 강력한 술사가 아닌 이상 무쿠로의 환각에서 지각제어권을 탈환해 환각을 되받아치는 것이 엄청나게 어려워진다. 또 석장에 달린 장식들은 무쿠로의 생각에 따라 자유자재로 형태변화를 하며, 장식을 이용해 상대를 찌르는 것도 가능하다.
- 히바리 쿄야

봉고레 기어 - 구름의 브레이슬렛 <Ver. X>(버전. 엑스)
링이 아닌 팔찌의 형태로 변환하였으며 중앙에 봉고레 패밀리라는 글자가 새겨진 십자가가 ‘ X '자로 박힌 크리스탈과 주위에 돋아난 커다랗고 굵은 가시와 구름의 불꽃 모양의 형상으로 장식되어 있다. 크리스탈의 위쪽에는 롤의 얼굴 모양이 새겨져 있다. 팔찌에는 수갑 모양의 2개의 짧은 사슬이 달려 있다.
포르코스피노 누볼라 <Ver. X> (버전. 엑스)
롤의 봉고레 기어 버전으로, 그다지 달라진 점은 없다.

개조 가쿠란(改造 学ラン) <Ver. X>
본래 봉고레 박스였던 수갑의 형상이 아닌 아주 길다란 가쿠란으로 새롭게 변화되었다. 교복은 목 칼라의 소매가 굉장히 높으며, 등에는 아주 커다랗게 '풍기'(風紀)라는 글자가 수놓아져 있고 가쿠란의 안감에는 마치 야쿠자를 연상시키게 하는 화려한 무늬들이 수놓아져 있다. 들고 있는 톤파도 짙은 색의 아머가 몇 개 더 추가되었으며 재밌는 것은 히버드가 쿠사카베와 똑같은 리젠트 헤어스타일로 변형된다. 봉고레 기어의 특수 능력으로 구름의 불꽃에 의해 톤파의 여러 장치(ex : 사슬)를 무한으로 늘릴 수 있고 톤파의 가시를 이용해 구침태의 활동 반경을 넓힐 수 있다. 또 아라우디의 수갑 역시 사용 가능하며 구름 불꽃의 증식으로 인해 여러 수갑을 한꺼번에 사용해 적을 몰살시킬 수도 있다.